# Basílio Vatatzes
Basílio Vatatzes (em grego: Βασίλειος Βατάτζης; m. 1194) foi um nobre e general bizantino, possivelmente pai de João III Ducas Vatatzes (r. 1222–1254), o futuro imperador de Niceia, e o sebastocrator Isaac Ducas Vatatzes. Foi casado com a sobrinha do imperador Isaac II Ângelo (r. 1185–1195), e foi nomeado por ele como doméstico do Oriente e duque dos Tracesianos. Nesta capacidade, suprimiu a revolta de Teodoro Mangafa na Filadélfia em 1189. Por 1193, foi doméstico do Ocidente (como com seu contemporâneo e co-comandante, Aleixo Gido, é incerto se foi grande doméstico ou não), em Adrianópolis, e foi morto lutando contra os búlgaros na batalha de Arcadiópolis em 1194.